# Liste des monuments historiques de Falaise
Ce tableau présente la liste de tous les monuments historiques classés ou inscrits dans la ville de Falaise, Calvados, en France.

## Liste
| Monument                           | Adresse | Coordonnées                        | Notice         | Protection             | Date           | Illustration                       |
| ---------------------------------- | --- | ---------------------------------- | -------------- | ---------------------- | -------------- | ---------------------------------- |
| Auberge de la Romaine              | 20, 24 place de la Reine-Mathilde | 48° 53′ 31″ nord, 0° 11′ 24″ ouest | « PA00111308 » | Inscrit                | 1946           | Auberge de la Romaine              |
| Château                            | | 48° 53′ 36″ nord, 0° 12′ 14″ ouest | « PA00111309 » | Classé                 | 1840           | Château                            |
| Château de la Fresnaye             | 48 rue Clemenceau | 48° 53′ 51″ nord, 0° 11′ 41″ ouest | « PA00111310 » | Inscrit Classé         | 1945 1958      | Château de la Fresnaye             |
| Église Notre-Dame de Guibray       | Place de la Reine-Mathilde | 48° 53′ 34″ nord, 0° 11′ 21″ ouest | « PA00111311 » | Classé                 | 1961           | Église Notre-Dame de Guibray       |
| Église Saint-Gervais-Saint-Protais | | 48° 53′ 53″ nord, 0° 11′ 56″ ouest | « PA00111312 » | Classé                 | 1862           | Église Saint-Gervais-Saint-Protais |
| Église Saint-Laurent               | Chemin de Vaston | 48° 54′ 09″ nord, 0° 11′ 40″ ouest | « PA00111313 » | Inscrit                | 1927           | Église Saint-Laurent               |
| Église de la Trinité               | Place Guillaume-le-Conquérant | 48° 53′ 40″ nord, 0° 12′ 04″ ouest | « PA00111314 » | Classé                 | 1889           | Église de la Trinité               |
| enseigne d'auberge                 | 12 route de Trun | 48° 53′ 32″ nord, 0° 11′ 09″ ouest | « PA00111316 » | Inscrit                | 1946           | enseigne d'auberge                 |
| Fortifications                     | Rue Porte-du-Château Rue Blâcher Rue Amiral-Courbet Rue Georges-Clemenceau Rue Victor-Hugo Rue du Sergent-Goubin Rue Gambetta Rue Frédéric-Gaberon Rue des Cordeliers Rue du Camp-Ferme Place Guillaume-le-Conquérant | 48° 53′ 52″ nord, 0° 12′ 04″ ouest | « PA00111315 » | Inscrit Classé Inscrit | 1927 1930 1951 | Fortifications                     |
| Hôtel Les Rives                    | 54 rue Aristide-Briand | 48° 53′ 27″ nord, 0° 11′ 28″ ouest | « PA00111318 » | Inscrit                | 1967           | Hôtel Les Rives                    |
| Hôtel Saint-Léonard                | 12 rue Victor-Hugo | 48° 53′ 51″ nord, 0° 11′ 50″ ouest | « PA00111319 » | Inscrit Classé         | 1968 1974      | Hôtel Saint-Léonard                |
| Hôtel-Dieu                         | 5, 7 rue Carnot | 48° 53′ 41″ nord, 0° 12′ 01″ ouest | « PA00111317 » | Inscrit                | 1927           | Hôtel-Dieu                         |
| Immeuble                           | 24 rue du Camp-Ferme | 48° 53′ 48″ nord, 0° 12′ 05″ ouest | « PA00111320 » | Inscrit                | 1973           | Immeuble                           |
| Immeuble                           | 17 rue Gambetta | 48° 53′ 55″ nord, 0° 11′ 55″ ouest | « PA00111321 » | Inscrit                | 1973           | Immeuble                           |
| Loges de la foire de Guibray       | 2, 4 route de Trun | 48° 53′ 33″ nord, 0° 11′ 13″ ouest | « PA00111322 » | Inscrit                | 1975           | Loges de la foire de Guibray       |
| Lycée Louis-Liard                  | 13 rue Saint-Jean | 48° 53′ 44″ nord, 0° 11′ 42″ ouest | « PA14000091 » | Inscrit                | 2010           | Image manquante Téléverser         |
| Maison                             | 6 route de Trun | 48° 53′ 33″ nord, 0° 11′ 12″ ouest | « PA00111325 » | Inscrit                | 1975           | Maison                             |
| Maison Chapot                      | 41 rue Saint-Gervais [détruit] | à géolocaliser                     | « PA00111323 » | Inscrit                | 1927           | Maison Chapot                      |
| Maison à pans de bois              | 74 rue de la Trinité [détruit] | à géolocaliser                     | « PA00111324 » | Classé                 | 1930           | Maison à pans de bois              |
| Manoir du Mesnil-Besnard           | D 157 | 48° 54′ 08″ nord, 0° 12′ 37″ ouest | « PA00111326 » | Inscrit                | 1987           | Manoir du Mesnil-Besnard           |
| Marché couvert                     | 22 bis rue de l'Amiral-Courbet 11 place Belle-Croix | 48° 53′ 46″ nord, 0° 11′ 57″ ouest | « PA14000092 » | Inscrit                | 2010           | Marché couvert                     |
| Palais de justice                  | détruit | à géolocaliser                     | « PA00111327 » | Inscrit                | 1927           | Palais de justice                  |
| Place Guillaume-le-Conquérant      | | 48° 53′ 39″ nord, 0° 12′ 06″ ouest | « PA00111328 » | Classé                 | 1935           | Place Guillaume-le-Conquérant      |
| Statue de Guillaume le Conquérant  | Place Guillaume-le-Conquérant | 48° 53′ 39″ nord, 0° 12′ 06″ ouest | « PA14000067 » | Inscrit                | 2006           | Statue de Guillaume le Conquérant  |